# Den dansande siluetten

Den dansande siluetten. Om foten som rör underlaget upplevs att vara den vänstra foten, upplevs dansaren att rotera medurs; om den högra foten upplevs vara stödfot, upplevs dansaren istället att rotera moturs

Illusionen med den dansande siluetten (eng: the spinning dancer, också känd som the silhouette illusion), är en kinetisk, bistabil optisk illusion som innehåller en dansare i en piruett. Illusionen som skapades av webbdesignern Nobuyuki Kayahara, visar en rotationsriktning i figuren, som kan växlas allt eftersom vilken fot som upplevs vara i underlaget. Somliga betraktare kan inledningsvis se figuren dansa medurs och andra upplever dansens rörelse moturs.
Om betraktaren tittar något uppåt, som om dansaren skulle dansa på ett glasgolv, upplevs dansriktningen röra sig moturs. När figuren istället betraktas från ovan och figuren tänks stå på ett lägre underlag, vänder den upplevda rotationsriktningen till en medurs piruett.
Illusionen är möjlig genom en brist på djupseende i bilden och det finns flera liknande optiska villor som bygger på samma visuella illusion. Ett exempel är Neckers kub som publicerades redan 1832.

## Psykologin i visuell perception
Illusionen har ibland, utan vetenskapligt stöd, använts i olika personlighetstest, där betraktarens olika hjärnhalvor sägs dominera. Detta användningområde har populärt kallats the Right Brain–Left Brain test. Det finns inget som pekar på att någon speciell grupp av betraktare skulle se figuren snurra åt ett specifikt håll, men någon källa nämner däremot en övervikt av betraktare som initialt ser figuren dansa medurs.

## Bistabil perception
Beroende på betraktarens perspektiv, kan figuren upplevas vända riktning hur många gånger som helst, även om en del betraktare kan ha svårighet att över huvud taget få figuren att vända riktning. En metod att enklare få figuren att vända kan vara att endast betrakta den genom det perifera synfältet och det är möjligt, med lite träning, att få figuren att vända riktning genom att omväxlande fokusera strax jämte motivets båda sidor, medan andra enklare kan vända perspektivet genom att fokusera på en specifik del av motivet, som exempelvis den stödjande foten eller skuggan under figuren. Tittar man specifikt på skuggans pendlande fot, framstår en kompromiss i denna bildkonstruktion då fotskuggan indikerar en moturs rotation som, beroende på hur mycket den värderas, kan påverka den upplevda rotationsriktningen. Det finns olika versioner av figuren (länkade nedan), där konturlinjer stödjer djupseendet, som hjälper hjärnans tolkning av rotationsriktning till en specifik riktning och även förstås originalanimeringen som återfinns på skaparens webbplats, där en större del av figurens skuggbild är synlig. 
- moturs rörelse
- medurs rörelse